# Енделадзе, Вацентий Акакиевич
Вацентий Акакиевич Енделадзе (1930 год, Багдатский район, Грузинская ССР) — звеньевой колхоза имени Бакрадзе Маяковского района, Грузинская ССР. Герой Социалистического Труда (1949).

## Биография
Родился в 1930 году в крестьянской семье в одном из сельских населённых пунктов Багдатского района. Трудовую деятельность начал в годы Великой войны в колхозе имени Бакрадзе Маяковского района. Трудился рядовым колхозником. В послевоенные годы возглавлял комсомольско-молодёжное виноградарское звено в этом же колхозе.
В 1948 году звено под его руководством собрало в среднем с каждого гектара по 106,4 центнера винограда на участке площадью 3 гектара. Указом Президиума Верховного Совета СССР от 9 августа 1949 года удостоен звания Героя Социалистического Труда за «получение высокого урожая винограда в 1948 году» с вручением ордена Ленина и золотой медали «Серп и Молот».
Этим же Указом звание Героя Социалистического Труда был удостоен труженик колхоза Иван Александрович Арцивидзе.
В 1949 году звено Вацентия Енделадзе показало высокие результаты в виноградарстве, за что был награждён в 1950 году вторым Орденом Ленина.
В последующие годы трудился бригадиром в Абхазской АССР.
Награды
- Герой Социалистического Труда
- Орден Ленина — дважды (1949; 06.09.1950)